# Ansuino da Forlì

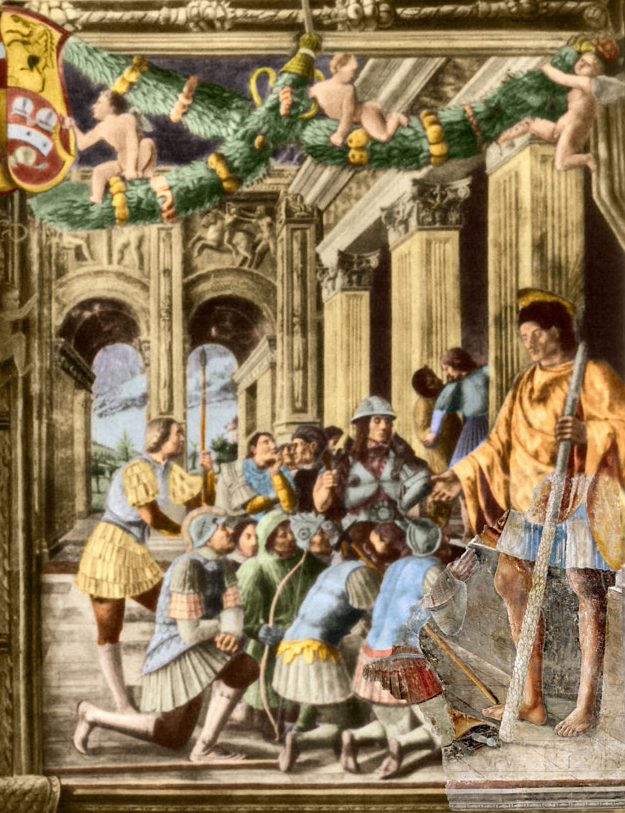
Ansuino da Forlì, Predica di san Cristoforo in Cappella Ovetari

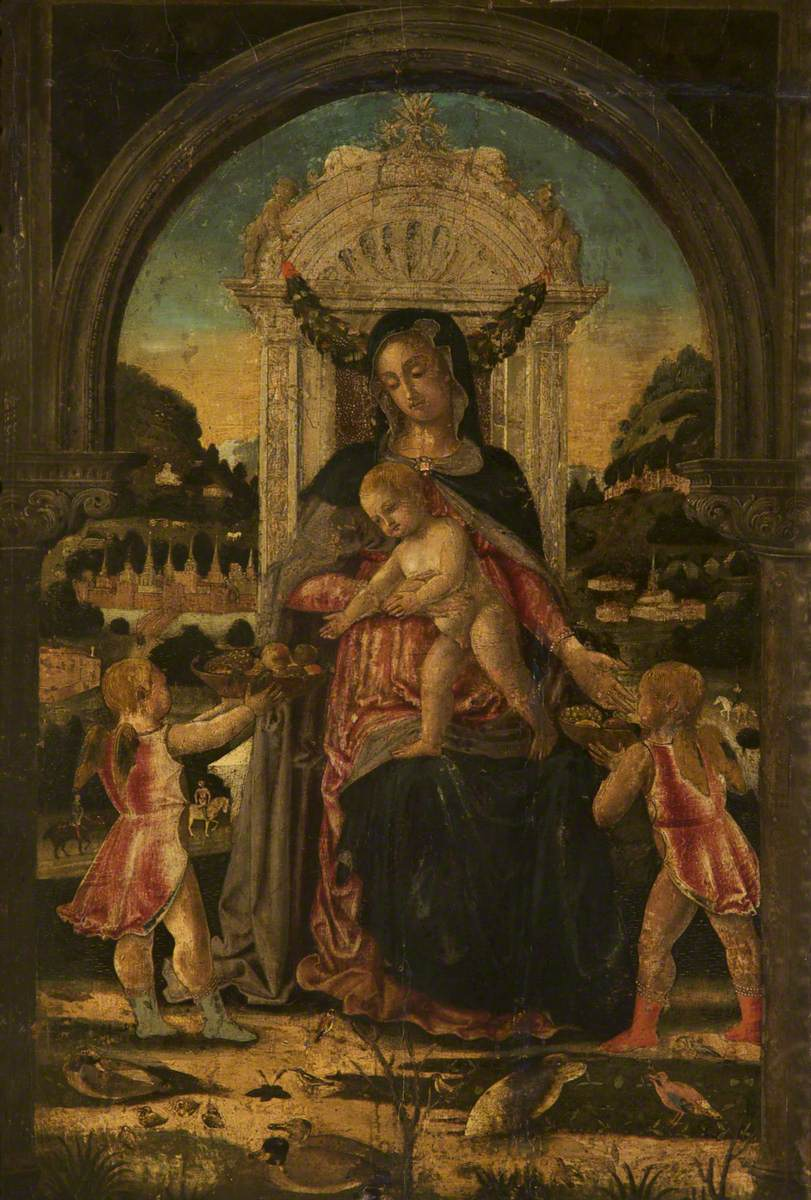
Ansuino da Forlì, Die thronende Madonna mit Kind, Nationalstiftung.

Ansuino da Forlì (* um 1415 in Forlì; † nach 1455 in Padua ?) war ein italienischer Maler der Spätgotik und Frührenaissance, der überwiegend in Padua tätig war.

## Leben
Da Forlì arbeitete in Padua mit Filippo Lippi und Nicolò Pizzolo für die Dekoration der Kapelle des Podestà und mit Andrea Mantegna für die Cappella Ovetari in der Kirche der Eremitani zusammen. Die Beziehung zu Mantegna ist noch nicht ganz geklärt. Es ist umstritten, ob er von ihm beeinflusst wurde oder ob er eher sein Vorgänger war. Er schien sich jedoch der Innovationen bewusst zu sein, die unter anderem von Filippo Lippi, Andrea del Castagno und Donatello eingeführt wurden.
Die Themen der Fresken in der Cappella Ovetari sind die Predigt des Heiligen Christophorus und Der Heilige Christophorus vertreibt den König der Dämonen. Das Werk wurde bei einem alliierten Bombenangriff im Zweiten Weltkrieg am 11. März 1944 fast vollständig zerstört. August Schmarsow hatte in seinen Werken eine stilistische Schwäche des Künstlers bemängelt, der eher als Nachahmer agierte. seinen Nächsten zu folgen. So wies er auf Anklänge an das Werk von Andrea del Castagno hin, der in Venedig noch unbekannt war, von dem da Forlìs Vorliebe für schwere Umrisse und charakteristische Körpertypen bestimmte. Ausgehend von dem bedeutenden Fragment von Ansuino wurden die Fresken der Cappella Ovetari rekonstruiert und im Jahr 2006 wieder der Öffentlichkeit zugänglich gemacht.
Nach Ansicht Luigi Lanzis soll da Forlì ein Schüler von Francesco Squarcione und ein Meister von Melozzo da Forlì gewesen sein.